# Chen Nusel
Chen Nusel (in ebraico חן נוסל‎?; Ramat Gan, 27 marzo 1986) è un'ex cestista israeliana.
Alta 176 cm, giocava come guardia.

## Carriera
Con Israele ha disputato i Campionati europei del 2007.